# Jenny Chan
Jenny Chan est une sociologue chinoise et militante pour les droits des travailleurs chinois. Elle enseigne à l’Université polytechnique de Hong Kong, et est spécialisée en sociologie du travail et de la mondialisation.

## Formation
Après une licence de sociologie à l’Université chinoise de Hong Kong et un master de philosophie à l’Université de Hong Kong, Jenny Chan effectue de 2009 à 2012 son doctorat de sociologie et d’études chinoises à la faculté d’histoire et de sciences sociales de l’Université de Londres, pendant lequel elle est titulaire de la bourse Reid Research. En 2013, elle remporte le prestigieux prix éducatif Chinese Student Award, qui est remis chaque année par le Great-Britain-China Educational Trust à un étudiant chinois pour subventionner ses frais de scolarité en Angleterre et son projet de recherche. 

## Carrière universitaire
En 2014, Jenny Chan rejoint la School of Interdisciplinary Area Studies (études régionales interdisciplinaires) de l’Université d’Oxford, où elle est chargée de cours en études chinoises contemporaines et en sociologie jusqu’en 2016. Parallèlement, de 2015 à 2018, elle bénéficie d’une bourse de recherche Junior octroyée par le Kellogg College de l’Université d’Oxford. En 2016, elle rejoint l’Université polytechnique de Hong Kong, où elle devient professeure adjointe au Département de sciences sociales appliquées. Elle y reçoit le prix du meilleur professeur en 2018.

Elle contribue à de nombreux journaux de sociologie spécialisés en sociologie du travail ; ainsi, elle est rédactrice en chef du Global Labour Journal de 2015 à 2018, puis en devient conseillère éditoriale. Elle est actuellement vice-présidente du comité de recherche de l'Association internationale de sociologie sur les mouvements du travail, rédactrice et collaboratrice du Asia-Pacific Journal,, et membre du comité de rédaction de la collection Work, Organization and Employment de la maison d’édition Springer.

## Travaux de recherche

### Une chercheuse militante et engagée
Jenny Chan joue un rôle important en tant que chercheuse et activiste : de 2006 à 2009, elle est coordonnatrice en chef de la SACOM (Students and Scholars Against Corporate Misbehavior - Étudiants et Chercheurs contre les Méfaits des Grands Groupes) à Hong Kong, une organisation de défense des droits des ouvriers qui s'efforce de tenir les entreprises responsables des abus qui se produisent dans leurs chaînes d'approvisionnement mondiales. Créée en 2005, la SACOM rassemble des étudiants, des universitaires, des militants syndicaux et des consommateurs afin de surveiller le comportement des grandes firmes et de défendre les droits des travailleurs ; depuis 2006, c’est l’un des piliers de Good Electronics, un réseau international qui milite pour la défense des droits humains et pour une production humaine dans l’industrie électronique,.

### Enquêtes sur Foxconn

#### L'affaire Foxconn
Chan se concentre sur les questions de travail et d'identité de la classe ouvrière chinoise dans les gigantesques usines des sous-traitants de grandes marques électroniques ; ses travaux se situent à l'intersection de la sociologie de la mondialisation et de la sociologie du travail. Foxconn est un grand groupe industriel taïwanais et le plus important fabricant de matériel informatique ; c’est également le fournisseur et sous-traitant des plus grandes marques électroniques occidentales et asiatiques : Apple, Sony, Motorola, Dell, Microsoft, Nintendo, Hewlett-Packard, Samsung, BlackBerry, LG, HTC, Acer, Asus, Lenovo, Huawei, Nokia... Ce sont dans ses usines que sont assemblés l’iPhone, l’iPad, la Xbox et autres Play Station. Entre 2010 et 2015, avec ses collègues chercheurs de la SACOM, Jenny Chan a mené une enquête de grande ampleur sur les conditions de travail déplorables subies par les 1 400 000 ouvriers de Foxconn, lesquelles ont été révélées au grand public par une grande vague de suicides d’ouvriers au début de l’année 2010,. Jenny Chan a mené des entrevues avec plus de 40 ouvriers de Foxconn et a visité clandestinement l’usine de Longhua, à Shenzhen, où environ 400 000 personnes – surnommées les « iSlaves », ou iEsclaves  – assemblent des produits électroniques vingt-quatre heures sur vingt-quatre. 

#### La machine est ton seigneur et ton maître
Son enquête a, entre autres, abouti en 2015 à la publication d’une monographie sur Tian Yu, une ouvrière chinoise de 17 ans ayant tenté de se suicider en mars 2010 après avoir travaillé trente-sept jours chez Foxconn. Elle en a miraculeusement réchappé, au prix de trois fractures de la colonne vertébrale, quatre fractures de la hanche et une paralysie des membres inférieurs ; Jenny Chan a pu l’interviewer et replacer son parcours personnel dans le contexte des dix-huit suicides d’ouvriers de Foxconn en 2010. Cette monographie est publiée en France avec d’autres textes réunis sous le titre La machine est ton seigneur et ton maître aux éditions Agone, avec le témoignage d’un jeune ouvrier et étudiant, Yang, et les poèmes de Xu Lizhi, un ouvrier s’étant suicidé en 2014 à l’âge de 24 ans. Cet ouvrage montre combien les jeunes migrants ruraux sont attirés dans les grandes villes industrielles comme Shenzhen par la perspective de s’élever socialement et de gagner de l’argent, ce qui se révèle être une amère désillusion une fois immergés dans des conditions de travail déshumanisantes qui portent à l’aliénation et au désespoir. « Pour ces ouvriers, c’est la désillusion. Ils pensaient avoir de belles occasions, mais ils se voient comme des robots. [...] Foxconn ne fait pas que manufacturer des iPhone et des iPad. Elle manufacture aussi les rêves et les espoirs des jeunes ouvriers en leur disant qu’ils deviendront peut-être un jour le prochain Steve Jobs ou Bill Gates », déclare Jenny Chan.

#### Mourir pour un iPhone
En 2020, Chan publie avec Pun Ngai et Mark Selden Dying for an iPhone : Apple, Foxconn, and the Lives of China's Workers (en français Mourir pour un iPhone : Apple, Foxconn et une nouvelle génération de travailleurs chinois). Cet ouvrage revient sur les recherches menées sur le terrain de plusieurs usines de Foxconn entre 2010 et 2019, déclenchées par la vague de suicides parmi les jeunes ouvriers migrants chinois de ces usines, âgés de 17 à 25 ans. Les chapitres retracent la montée en puissance de Foxconn (le plus grand fabricant d'électronique au monde) et d'Apple (la marque technologique la plus rentable au monde) en Chine et dans le monde au tournant du XXIe siècle. L'analyse met en évidence d'énormes écarts entre les réclamations des entreprises et les témoignages des travailleurs — écarts qui sont explorés au cours de dix années de recherche. Dans son projet de recherche, Chan déclare : « Je considère notre livre comme une contribution potentielle à un mouvement social plus large qui pourrait rassembler des travailleurs, des écologistes, des étudiants, des chercheurs et des consommateurs. Nous illustrons un thème clé qui traverse le livre : celui qu'un monde alternatif est possible et nécessaire. »

### Aujourd'hui
Jenny Chan a notamment été responsable de projets de recherche sur les transformations de la classe ouvrière chinoise, et les relations entre genre et secteur médico-social en Chine. Aujourd’hui, elle est co-responsable du projet de recherche du CNRS sur la montée en puissance de la Chine et son influence sur les normes sociales en ASEAN. Elle est également responsable de deux projets de recherche, toujours à l’intersection de la sociologie du travail et de la mondialisation, sur des terrains chinois. 

#### La livraison rapide, le travail et le capitalisme de plateforme en Chine (2017-2021)
Chan travaille aujourd’hui sur un projet de recherche qui retrace la privatisation des services de livraison dans l’économie numérique de la Chine. La majorité des livreurs, contrairement à ceux qui sont directement employés par les services dépendants de l'État, sont classés comme « entrepreneurs indépendants » sous franchise (Uber Eats, Deliveroo). Cependant, en tant qu'indépendants, ils n'ont pas droit à des contrats de travail ou à des prestations d'assurance sociale, et bien qu’ils aient une certaine liberté dans la gestion de leur temps, ils sont pourtant surveillés de près par les plateformes logistiques mobiles de l’entreprise, les superviseurs et les consommateurs : « C'est précisément de cette manière qu'ils consentent systématiquement à leur propre exploitation », déclare Chan. Elle remarque également que l'environnement de travail isolé et atomisé induit une concurrence accrue par la baisse des prix, la réduction des revenus personnels et l'affaiblissement de la solidarité au travail – ainsi qu’un isolement toujours plus grand des travailleurs. Ce projet apporte des contributions importantes aux recherches sur le capitalisme de plateforme et l’ubérisation, aux études de genre et à l’analyse de la politique du travail d’une Chine mondialisée.

#### Stages, travail informel et formation professionnelle en Chine (2018-2021)
Jenny Chan est la responsable d’un projet de recherche collectif des universités hongkongaises sur « l'informalisation » de l'emploi, l'évolution des marchés du travail et l'émergence du travail étudiant en Chine. Cette recherche se concentre sur la relation entre les grandes entreprises, l’État et l’école, qui s’organisent pour proposer aux étudiants des stages sans réel rapport avec leurs objectifs éducatifs et leurs domaines d'études, qui exploitent le statut de stagiaire des étudiants, et qui débouchent sur une embauche à court terme qui profite du faible salaire octroyé aux jeunes étudiants et de la non-obligation de contribuer à leur sécurité sociale, étant donné qu’ils sont jeunes étudiants stagiaires ou fraîchement employés. Cela entraîne une précarisation et une paupérisation des jeunes travailleurs chinois qui ne choisissent pas librement leurs stages, lesquels sont organisés par les grandes entreprises industrielles, les gouvernements locaux et les écoles, qui ensemble subvertissent les droits des étudiants à l'accumulation de bénéfices.

## Publications

### Publications en français
- Yang, Jenny CHAN and XU Lizhi, La Machine est ton Seigneur et ton Maître, trad. et postface de Celia Izoard, Marseille, Agone, coll. « Cent mille signes », 2015.

### Publications en anglais
- Jenny CHAN, Mark SELDEN & PUN Ngai, Dying for an iPhone: Apple, Foxconn, and a New Generation of Chinese Workers, Londres, Pluto Press & Chicago, Haymarket Books, 2020.